# Trenčianska Teplá
Trenčianska Teplá és un poble i municipi d'Eslovàquia que es troba a la regió de Trenčín.

## Història
La primera menció escrita de la vila es remunta al 1355.

## Demografia
| Godina             | 1994 | 2004   | 2014   | 2024   |
| ------------------ | ---- | ------ | ------ | ------ |
| Nombre de persones | 3750 | 3933   | 4192   | 4162   |
| Diferència         |      | +4,88% | +6,58% | −0,71% |

| Godina             | 2023 | 2024   |
| ------------------ | ---- | ------ |
| Nombre de persones | 4190 | 4162   |
| Diferència         |      | −0,66% |